# Аеліна Галатиній
Аеліна Ешрівер Уайтторн Галатиній, раніше також відома як Селена Сардотієн, — загублена принцеса, королева Террасена та остання виживша представниця роду Галатинія. Вона є одним з головних персонажів серії «Скляний трон».

## Особистість
|  | Мене звати Селена Сардотієн. Але не має різниці, називай хоч Селена, хоч Ліліан чи Сука, я все одно вб’ю тебе, як би ти мене не називав. |

Аеліна захоплюється багатьма речами, особливо людьми, яких вона любить. Вона пережила достатньо втрат у своєму житті, щоб не мати бажання відчути це знову. Пристрасна натура Аелін поширюється на її інтереси, включаючи книги, солодощі та музику. Дівчину часто можна назвати грубою або навіть злою, але вона дуже любить свою батьківщину і друзів.
Аеліна відчуває речі як сильно, так і глибоко. Вона часто дражнить, дотепна і безтурботна, коли щаслива. Проте, коли вона сердита або сумна, —дівчина спрямовує свої темні емоції в ледь стриману лють або вбивчий спокій. Через це вона часто потрапляє в неприємності, наприклад, коли потрапляє в полон через її необдумані дії та бажання помститися після вбивства Сема Кортленда.
Аелін також має сильний моральний компас. Хоча вона часто намагається придушити спогади про своє бурхливе минуле, життя сформувало її такою жінкою, якою вона є, а це особистість, яка не терпить несправедливості. Аелін абсолютно ненавидить рабство і непотрібну жорстокість, про що свідчить її допомога повстанцям, і коли вона звільнила рабів у Бухті Черепа за допомогою Сема Кортленда.

## Зовнішність
Навіть будучи вбивцею, вона ретельно доглядала за своєю зовнішністю. Дівчина дуже полюбляє носити модний одяг.
Аелін описують як дуже красиву жінку, з довгим золотистим волоссям, яке сяє на сонячному світлі, також воно досить довге, аж до пупка. Її очі попелястого кольору — яскраві бірюзові очі з золотими кільцями навколо зіниць, що служить головною ознакою її справжньої особистості, оскільки вони є лише в її родині. У своїй формі фейрі вона має гострі вуха і подовжені ікла. Її тіло також стає вищім і стрункішим в цій формі. 
Її зріст 5 футів 7 дюймів. Тіло Аелін гнучке і підтягнуте, але, тим не менш, вона наділена вражаючими вигинами і добре сформованими грудьми. У неї багато шрамів, у тому числі на спині, які вона отримала від батогів під час перебування в соляних копанях Ендов’єра, але пізніше всі вони були стерті в Королівстві Ясеня за допомоги цілителів Доранель. 
У неї також є п'ять татуювань, кожне з яких описує історії про те, як вона втратила своїх близьких, серед них леді Меріон Лочан, її мати, батько і дядько, її народ Террассену, Сем Кортленд і принцеса Нехемія з Ейлве. У «Королеві тіней» вона на деякий час фарбувала волосся в червоний колір, щоб стати менш впізнаваною, і, на щастя, це спрацювало. Несрін зізналася, що знайшла б Аелін раніше, якби її волосся виглядало золотистим.

## Сили та здібності

### Стандартні здібності Фейрі
- Посилений слух
- Підвищена швидкість
- Посилена регенерація
- Наявність подовжених іклів
- Вторинна форма: завдяки своїй спадщині фейрі, Аелін може переходити між двома різними формами. Її перша форма - це форма фейрі, а її вторинна форма - людське тіло.
- Безсмертя/Довге життя: Як напівфейрі, Аеліна має право пройти Поселення, яке визначить, чи стане вона безсмертною та втратить/збереже свою магію.

### Магія вогню
Це основний тип магії, яким Аелін володіє.
Вона змогла проявити полум'я в ранньому віці, хоча майже не контролювала його - як було показано, коли вона випадково спалила частину Великої бібліотеки Орінта.
Аеліна може перетворити свій вогонь у щити, кинджали, стріли чи навіть троянду.
Дівчина змогла розігріти річки Доранелл і перетворити величезну хвилю смертоносних осколків скла на велику скляну стіну, щоб врятувати жителів Ріфтольда, а також, знищила армію з 500 ількенів за допомогою своїх вогняних здібностей.
Вона може спалити внутрішні органи свого супротивника, спалюючи їх зсередини лише однією думкою.

### Водяна магія
Вона вміє маніпулювати водою, проте цей дар у неї слабкий, через тьмяну кров  її прабабусі Меб.
Спорідненість до води - успадкована від Меб разом з її магією. Аелін успадкувала краплю магії, яку можна використовувати для зцілення інших і себе. Ця магія зцілення набагато сильніша, ніж стандартні здібності фей.

### Місячний вогонь
Коли Аелін глибоко занурювалася в магію вогню в затоці Черепів, вона несвідомо дозволила своїй магії торкнутися амулета Орінта. В результаті Вірдкей відкрив двері в інше царство, з якого Дінна спостерігала за Ерілею. Потім Дінна заволоділа Аелін, взяла під контроль її тіло, магію та магію Рована.
Вона перетворювала всю магію вогню Аелін на місячний вогонь. Місячний Вогонь Богині описували як холодне біле світло зірок, світло, яке було вкрадено у них, яке було б таким холодним, що спалило б усе.
Ця магія могла легко знищити фізичні властивості антимагії, що стало очевидним, коли Дінна пропалила залізо, що охоплювало руку Аелін.

### Магія Вирд
Аелін навчилася використовувати вирдові знаки за допомогою книги «Ходячі мерці», яку вона знайшла в бібліотеці замку Адарлана. Заклинання, створені за допомогою знаків вирду, можна використовувати без магії, оскільки Вирд керує всім життям. Нехемія також продемонструвала Аелін, як вона творить вирдмітки, і заявила, що вони використовують силу, що зберігається в крові користувача. Наприклад, якщо у венах людини дрімає магія, то вона може використовувати свою силу, щоб генерувати вирди. На даний момент Аелін може використовувати вирди для таких заклинань:
- Відмикання дверей
- Заклинання зв’язування
- Заклинання захисту
- Портал
- Заклинання блокування